# Миноносцы типа V-150
Миноносцы типа V-150 — тип эскадренных миноносцев (по официальной классификации — больших миноносцев), состоявший на вооружении Военно-морского флота Германии в период Первой мировой войны. Всего было построено 11 миноносцев этого типа (все по программе 1907 года).

## Конструкция

### Энергетическая установка

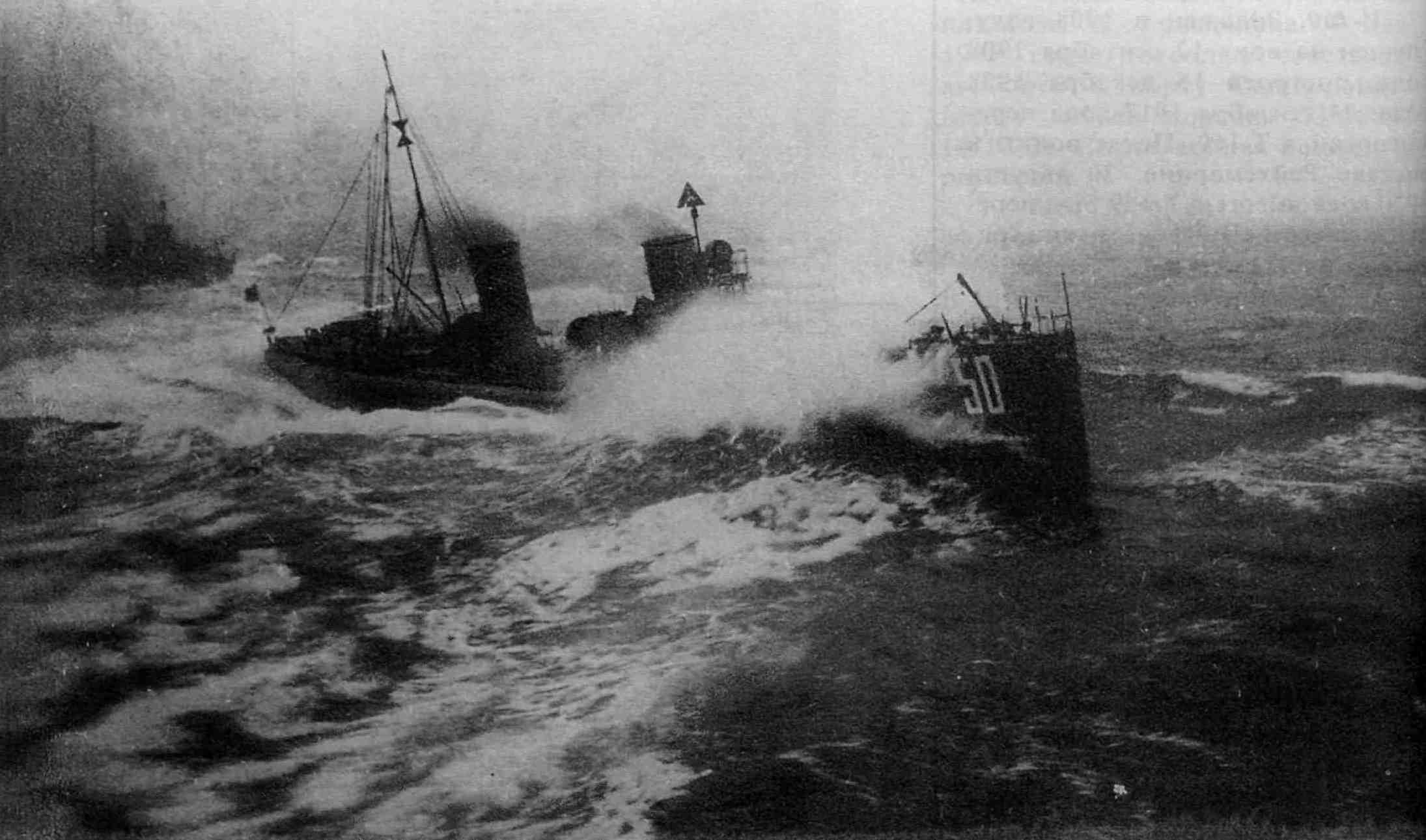
SMS V 150 между 1907 и 1915 годами

На кораблях типа в качестве ГЭУ были установлены две вертикальные трёхцилиндровые паровые машины (тройного расширения) общей мощностью 10 900 л. с. и 4 военно-морских угольных котла с давлением 19 атмосфер с поверхностью нагрева 1679 м². Максимальные запасы топлива на миноносцах типа составляли 158 тонн угля. Проектная скорость хода — 30 узлов при 320 об./мин..

### Вооружение
Миноносцы вооружались 2×1 88-мм/35 орудиями (V-156 получил 88-мм/30 в варианте для подводных лодок). Торпедное вооружение эсминцев состояло из трёх поворотных 450-мм торпедных аппаратов. V-153 и V-155 был перевооружены на 2×1 8.8cm SK L/45.

## Список миноносцев типа
| Название | Дата закладки | Дата спуска на воду   | Дата вступления в состав флота | Примечания |
| -------- | ------------- | --------------------- | ------------------------------ | ---------- |
| V-150    | 1907          | 1 августа 1907 года   | 20 ноября 1907 года            |            |
| V-151    | 1907          | 14 сентября 1907 года | 29 февраля 1908 года           |            |
| V-152    | 1907          | 11 октября 1907 года  | 10 апреля 1908 года            |            |
| V-153    | 1907          | 13 ноября 1907 года   | 9 мая 1908 года                |            |
| V-154    | 1907          | 19 декабря 1907 года  | 5 июня 1908 года               |            |
| V-155    | 1907          | 28 января 1908 года   | 25 июня 1908 года              |            |
| V-156    | 1907          | 29 февраля 1908 года  | 21 июля 1908 года              |            |
| V-157    | 1907          | 29 мая 1908 года      | 27 августа 1908 года           |            |
| V-158    | 1908          | 23 июня 1908 года     | 8 октября 1908 года            |            |
| V-159    | 1908          | 18 июля 1908 года     | 27 ноября 1908 года            |            |
| V-160    | 1908          | 12 сентября 1908 года | 15 декабря 1908 года           |            |

## Модернизация
В 1922—1924 гг. на судоверфи в Вильгельмсхафене несколько миноносцев (Т 151, 153, 155—158) были перестроены в тендеры. Стандартное/полное водоизмещение миноносцев повысилось до 670/796 тонн соответственно. Осадка возросла до 3,22 м. Вместо старых котлов были установлены нефтяные военно-морские котлы. Дальность плавания повысилась до 3500 миль на 17-узловой скорости хода или до 1450 миль со скоростью 20 узлов. Запас топлива составил 181 т нефти. Старое вооружение было заменено на 2 Utof 88-мм/45 орудия и два 500-мм торпедных аппарата.